# Ávila (tartomány)
Ávila egy tartomány Spanyolországban, Kasztília és León autonóm közösségben.